# Tangerine
För andra betydelser, se Tangerine (sång).
Tangerine, låt skriven av Jimmy Page, framförd av medlemmarna i Led Zeppelin på albumet Led Zeppelin III, släppt 1970. Låten har sitt ursprung ur en gammal Yardbirds-låt, "Knowing That I'm Losing You".